# Sorgues Basket Club
Maillots
Le Sorgues Basket Club est un club de basket-ball français évoluant en NM2 basé dans la ville de Sorgues, dans le département de Vaucluse.

## Historique
Fondé en 1957, le club accède pour la première fois de son histoire en NM1 (troisième échelon national) en 2010.
Suivi par une moyenne de 800 spectateurs par match à domicile, le SBC est le club de basket-ball le plus populaire du Vaucluse.
Le 26 février 2013, le SBC, en s'imposant face à Bordeaux (Pro B) dans sa salle de la plaine sportive, devient le premier club de Nationale 1 à se qualifier pour les quarts de finale de la coupe de France depuis sa création. Les Sorguais s'inclinent face au Paris-Levallois Basket 71 à 91.
En juin 2014, Sorgues fusionne avec Union sportive Avignon-Le Pontet basket-ball, club qui évolue en Nationale masculine 2 et devient l'Union Grand Avignon-Sorgues. En 2015, l'union est rebaptisée le Sorgues-Avignon-Le Pontet Vaucluse (SAP Vaucluse).
En 2017, l'Union Sorgues-Le Pontet-Avignon se sépare et le Sorgues Basket Club retrouve ses droits sportifs pour évoluer en Nationale 1. Depuis août 2017, le club de Sorgues joue en Championnat Nationale 1 avec 10 nouveaux joueurs formant sa nouvelle équipe, entraînée par Stéphane Dao.
En 2018, Stéphane Dao, entraîneur emblématique du SBC, quitte le Vaucluse pour Toulouse, promu en Nationale 1. Étienne Faye, son assistant durant les saisons 2014-2015 et 2017-2018, prend les rênes de l'équipe première.
Après une saison 2018-2019 plus que réussie et au-delà des objectifs de maintien avec une qualification en huitième de finale des Play-Offs, le club est malgré tout relégué en Nationale 2 pour problèmes financiers. 
En 2019, Sorgues retrouve donc la quatrième division, 9 ans après l'avoir quittée. Le club change de président, et l'entraîneur Étienne Faye quitte le club. C'est l'ancien champion de France de Pro A et vice-champion d'Europe avec l'équipe de France en tant que joueur, Steed Tchicamboud, qui le remplace.

## Palmarès
- Trophée coupe de France en 2008
- Champion de France de NM2 en 2010

## Bilan saison par saison
| Saison  | Div                   | Class                                              |  |
| 2000/01 | Pré excellence région | 1re                                                |  |
| 2001/02 | Pré-nationale         | 1re et accession en NM3                            |  |
| 2002/03 | NM3                   | 6e poule A                                         |  |
| 2003/04 | NM3                   | 4e poule A                                         |  |
| 2004/05 | NM3                   | 3e poule A                                         |  |
| 2005/06 | NM3                   | 1re poule A , 1/2 finaliste et accession en NM2    |  |
| 2006/07 | NM2                   | 5e poule A                                         |  |
| 2007/08 | NM2                   | 3e poule A                                         |  |
| 2008/09 | NM2                   | 2e poule A                                         |  |
| 2009/10 | NM2                   | 2e poule A, champion de France et accession en NM1 |  |
| 2010/11 | NM1                   | 6e et 1/4 de finaliste                             |  |
| 2011/12 | NM1                   | 8e et 1/4 de finaliste                             |  |
| 2012/13 | NM1                   | 10e                                                |  |
| 2013/14 | NM1                   | 4e et 1/2 finaliste                                |  |
| 2017/18 | NM1                   | 15e                                                |  |
| 2018/19 | NM1                   | 17e et 1/8e de finaliste                           |  |
| 2019/20 | NM2                   | 12e poule A                                        |  |
| 2020/21 | NM2                   | 5e poule A                                         |  |
| 2021/22 | NM2                   | 5e poule A                                         |  |
| 2022/23 | NM2                   | 10e poule A                                        |  |
| 2023/24 | NM2                   | 13e poule A                                        |  |
| 2024/25 | NM3                   | 9e poule A                                         |  |

Div = Division; Class. = Classement;

Les saisons 2019-2020 (19 journées disputées) et 2020-2021 (6 journées disputées) ont été interrompues à cause de la pandémie de Covid-19.

## Entraîneurs successifs
- Daniel Secchiaroli (2025)

- Vito Di Marco (2024-2025)

- Thibault Cavé (2024)

- Jonathan Colas (2024)

- Steed Tchicamboud (2019-2024)

- Etienne Faye (2018-2019)

- Stéphane Dao (2008-2016, 2017-2018)

- Modou Tall

- Franck Bellen

- Duane Grooms

## Effectif 2019/2020
Entraîneur :  Steed Tchicamboud
| Numéro | Nom                  | Né en | Taille | Nationalité | Poste              | Club saison 2018/2019     |
| 6      | Wayne Morris         | 1977  | 1,98   | États-Unis  | ailier/ailier-fort | Sorgues                   |
| 7      | Kiady Razanamehina   | 1996  | 1,85   | Madagascar  | meneur             | Cergy                     |
| 10     | Franco Kouagnia      | 1989  | 2,01   | Cameroun    | pivot              | La Roda (Espagne)         |
| 12     | Antonin Rivet        | 1998  | 2,03   | France      | ailier-fort        |                           |
| 13     | Stefan Andelkovic    | 1994  | 2,03   | Serbie      | ailier-fort        | Maia BC (Portugal)        |
| 15     | Olushina Ikuesan     | 1991  | 1,90   | France      | arrière            | Besançon AC               |
| 24     | Salim Jaiteh         | 1996  | 1,92   | France      | ailier             | Saint-Quentin Basket-Ball |
| 26     | Samuel Mabwaka       | 1997  | 1,88   | France      | meneur/arrière     |                           |
| 45     | Terence Situtala     | 1984  | 1,82   | France      | meneur             |                           |
| 78     | Phairouze Adechoubou | 1991  | 1,82   | France      | meneur             |                           |
| 91     | Romain Haie          | 1991  | 1,90   | France      | arrière            |                           |
| 99     | Kany Yaucat          | 1999  | 1,88   | France      | arrière            |                           |

## Joueurs célèbres ou marquants
- Modou Tall
- François Nyam
- Mickael Digbeu
- Patrick Balli
- Magloire Djimrangaye
- Cédric Mansaré
- Lionel Mendez
- Gicquel Makinu Luse
- Cyril Guillarme
- Dawn Obadina
- Brice Bisseni
- Vincent Ateba
- Arnauld Thinon
- Xavier Pasut

- Derek Durham
- Ryan Zamroz
- Derek Flowers
- Harvey Knuckles
- Aaron Broussard

- Redouane Fergati

- Khalid Bouibi

- Tafari Toney
- Aaron Harris